# 宮本謙介
宮本 謙介（みやもと けんすけ、1949年(昭和24年) - ）は、日本の経済学者。博士（社会学）（一橋大学・論文博士・1992年）。北海道大学名誉教授。

## 略歴
兵庫県神戸市生まれ。1981年一橋大学大学院社会学研究科博士課程退学。指導教官は山田秀雄。1987年北海道大学経済学部助教授、1991年インドネシア科学院客員研究員、1992年「インドネシア経済史研究-植民地社会の成立と構造」で一橋大学より博士（社会学）の学位を取得、1994年北海道大学経済学部教授、2013年同特任教授、2015年亜細亜大学経営学部特任教授。

## 著書
単著
- 『インドネシア経済史研究 植民地社会の成立と構造』ミネルヴァ書房、1993
- 『東南アジアの現在 カンボジア、ASEANそして日本』ほるぷ出版 ほるぷ150ブックス、1993
- 『開発と労働 スハルト体制期のインドネシア』日本評論社、2001
- 『アジア開発最前線の労働市場』北海道大学図書刊行会、2002
- 『概説インドネシア経済史』有斐閣選書、2003
- 『アジア日系企業と労働格差』北海道大学出版会、2009

共編著
- 『東南アジアの開発と労働者形成』頸草書房、1989
- 『世界経済史入門　欧米とアジア』ミネルヴァ書房、1992
- 『アジアの大都市 2 ジャカルタ』小長谷一之共編 大阪市立大学経済研究所監修 日本評論社、1999

### 翻訳
- ブディ・ハルトノ、ダダン・ジュリアンタラ『インドネシア従軍慰安婦の記録 現地からのメッセージ』かもがわ出版、2001